# Пірати Едельвейсу

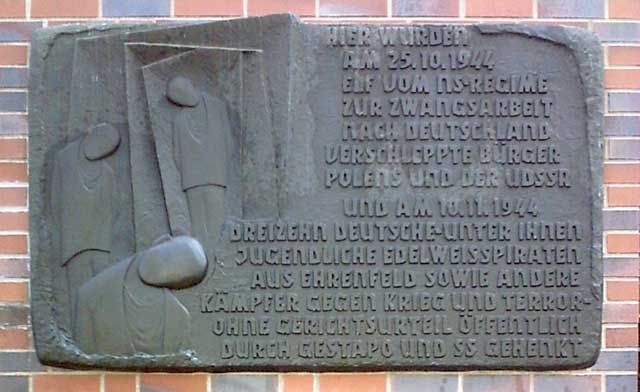
Меморіальна дошка в Кельні на місці страти декількох «піратів Едельвейсу» 1944 р.

«Пірати Едельвейсу» (нім. Edelweißpiraten) — молодіжне неформальне об'єднання в нацистській Німеччині.

## Діяльність
Організація розцінювалась нацистами як суперник і альтернатива гітлерюгенду. В ряди «едельвейських піратів» входило більше п'яти тисяч підлітків, переважно з робітничого класу. Частина з них походила з сімей комуністів, у багатьох із них на очах арештовували і вбивали батьків за їхні погляди. Разом із тим, значна частина з них не була ніяк пов'язаною зі старими політичними партіями і навіть була вихована в гітлерюгенді, але покинула його в кінці 30-х.
Спочатку їхня діяльність мала аполітичний характер, виражалася в простому проведенні дозвілля без нагляду держави й гітлерюгенду. Але вже це непокоїло владу. Сама назва з'явилася через те, що «Пірати» носили значки із зображенням квітки едельвейсу.
Поступово їхня діяльність переросла у спротив режиму. «Пірати» не тільки друкували і розповсюджували листівки, але і бились на вулицях з членами гітлерюгенду, крали провізію й навіть вибухівку, здійснювали акти саботажу на заводах, де працювали. Відомі випадки, коли пірати підтримували українських і польських підневільних робітників та радянських військовополонених харчами. Вони допомагали євреям ховатися від нацистів. У вересні 1944 року один «пірат» застрелив відомого своєю жорстокістю ортсгрупенляйтера.
Протягом декількох років багатьом «піратам» вдавалося поєднувати звичайну, офіційну роботу з нелегальною діяльністю. Вони входили в бригади допомоги жертвам бомбардувань і, ризикуючи власним життя, рятували населення з палаючих житлових будинків.
Після висадки союзних військ в Нормандії в червні 1944 р. «піратам» загрожувало притягнення до будівництва оборонних валів на західному фронті, що для них було неприйнятним, оскільки вони намагалися не сприяти продовженню війни.
Тому багато «піратів» пішли в підпілля, ховаючись в руїнах будинків. При цьому вони добували харчі з допомогою злочинців та спекулянтів, здійснювали набіги на місця зберігання продуктових талонів.
Восени 1944 року більшість активістів були затримані та посаджені в тюрми і концтабори. 10 листопада гестапівці публічно повісили 13 «піратів» в одному з робітничих кварталів Кельну.

## Пам'ять
Після краху нацистського режиму багато німців продовжували вважати «піратів» злочинцями, а не борцями з нацизмом. Тема їхнього спротиву режиму десятиліттями не піднімалася як у Західній, так і у Східній Німеччині.
В 1984 році ізраїльський інститут «Яд Вашем» визнав декількох піратів Едельвейсу праведниками світу.
Уряд землі Північний Рейн-Вестфалія в кінці 1980-х років замовив історичну експертизу, у висновку якої стверджується, що пірати не були злочинцями, але в той же час вони, чинячи опір, «не керувалися високими моральними цінностями».
1988 року німецький історик Детлев Пойкерт  видав збірку документів, які стосувалися діяльності піратів Едельвейсу, книжка неодноразово перевидавалась (Detlev Peukert. Die Edelweißpiraten: Protestbewegungen jugendlicher Arbeiter im 'Dritten Reich'. Eine Dokumentation, 3., erw. Aufl., Bund-Vlg., Köln 1988).
2003 р. влада Кельну все ж визнала «піратів» політичними борцями, переслідуваними нацизмом.
На території нацистської Німеччини в роки війни існували й інші молодіжні антифашистські групи. Так, заслуги заснованої в Мюнхенському університеті організації «Біла троянда», страчених за поширення антифашистських листівок були визнані владою Німеччини зразу після війни. Крім того існували «Діти свінгу», які виражали свій протест, слухаючи американський джаз.